# Municipio de Neills Creek
El municipio de Neills Creek (en inglés: Neills Creek Township) es un municipio ubicado en el  condado de Harnett en el estado estadounidense de Carolina del Norte. En el año 2000 tenía una población de 5.921 habitantes.

## Geografía
El municipio de Neills Creek se encuentra ubicado en las coordenadas 35°25′57.02″N 78°45′32.34″O / 35.4325056, -78.7589833.